# Timmy Dooley
Timmy Dooley (13 de febrer de 1969, Limerik) és un polític irlandès del partit Fianna Fáil un Teachta Dála (TD) per la circumscripció electoral de Clare, qui va ser elegit a les eleccions generals de 2007. Va ser senador del An Rolla Riaracháin de 2002 a 2007.
Va ser elegit a les eleccions de 2007 després d'encapçalar les votacions amb 100.791 vots.
Dooley va ser educat a l'Escola Nacional Mountshannon, l'Institut de Scarriff i al University College Dublin, on fou president del Kevin Barry Cumann del Fianna Fáil l'any 1989. Està casat amb Emer McMahon i tenen una filla.
Ha servit de Portaveu d'Oposició per Transport, Turisme i Esport de 2011 a 2016, i actualment serveix de Portaveu d'Oposició per Comunicacions, Acció de Clima i Entorn des del maig de 2016.